# Wisch (Holstein)
Wisch település Németországban, Schleswig-Holstein tartományban. Lakosainak száma 701 fő (2023. december 31.).

## Népesség
A település népességének változása:
| Lakosok száma | 482  | 713  | 710  | 701  | 707  | 701  |
|               | 1975 | 2017 | 2019 | 2021 | 2022 | 2023 |